# Дестилация
Дестилацията е начин за разделяне на смес от течности на съставящите я части чрез частично изпарение и кондензация на образуваните пàри. Пàрите се втечняват при охлаждането им. Така получената течност се нарича дестилат. Течностите кипят, когато парното им налягане се изравни с външното. За чистите вещества температурата на кипене е характерна величина, която зависи само от външното налягане.

## Методи на дестилация

### Дестилация при обикновено налягане
На дестилация при обикновено налягане се полагат тези вещества, които при нагряване не търпят промени и нямат много висока температура на кипене. Този метод е най-широко използван в лабораторната практика.

### Дестилация при понижено налягане
Когато веществата имат висока температура на кипене или претърпяват химични промени при тази температура, като разлагане или окисление, се прилага дестилация при понижено налягане. Този метод е известен още с наименованието вакуум дестилация. Апаратурата за този тип дестилация е значително по-сложна от тази на предишния случай.

### Дестилация с водна пара
Дестилация с водна пара е възможна тогава, когато дестилиращият компонент и водата са взаимно неразтворими. Апаратурата за този метод не се различава много от тази за дестилация при обикновена температура. Добавя се съд за получаване на водна пара, която се прекарва през нагрятата смес за дестилиране. Течността започва да кипи, когато общото налягане, което е сума от парциалните налягания на отделните компоненти и водните пари, се изравни с атмосферното налягане. Според закона на Далтон, температурата на кипене на сместа ще бъде по-ниска от тази за всеки един от компонентите взети поотделно.

### Фракционна дестилация
Тя се основава на различните температури на кипене на съставните части на течността. Пример за това е отделянето на бензин, лигросин, керосин и други при преработка на нефт.

### Деструктивна дестилация
Деструктивната дестилация се осъществява чрез разлагане на по-сложни съединения на по-прости. Например при сухата дестилация при нагряване на въглища, дърва и други органични съединения в отсъствие на кислород се получава твърд остатък (въглерод), течна фракция (катран) и летливи продукти – генераторен газ, бензол, амоняк и други.

## Приложение
Дестилацията е метод за пречистване на дадено вещество от други компоненти. Чрез дестилация се отделят също летливи от нелетливи компоненти, например при опресняване на вода, т.е. почистване на води от съдържащи се в тях соли.
Дестилацията е основен метод в промишлеността, особено химическа и нефтопреработвателна промишленост.
Методът за двойна дестилация на алкохол, приложим до днес, е изобретен през XVII век. Според легендата откритието е било направено случайно и човекът, който го е извършил, няма нищо общо с производството на алкохол.